# Paterna de Rivera
Paterna de Rivera is een gemeente in de Spaanse provincie Cádiz in de regio Andalusië met een oppervlakte van 14 km². In 2007 telde Paterna de Rivera 5520 inwoners.

## Demografische ontwikkeling
Bron: INE, 1857-2011: volkstellingen